# Volkswagen Golf Variant

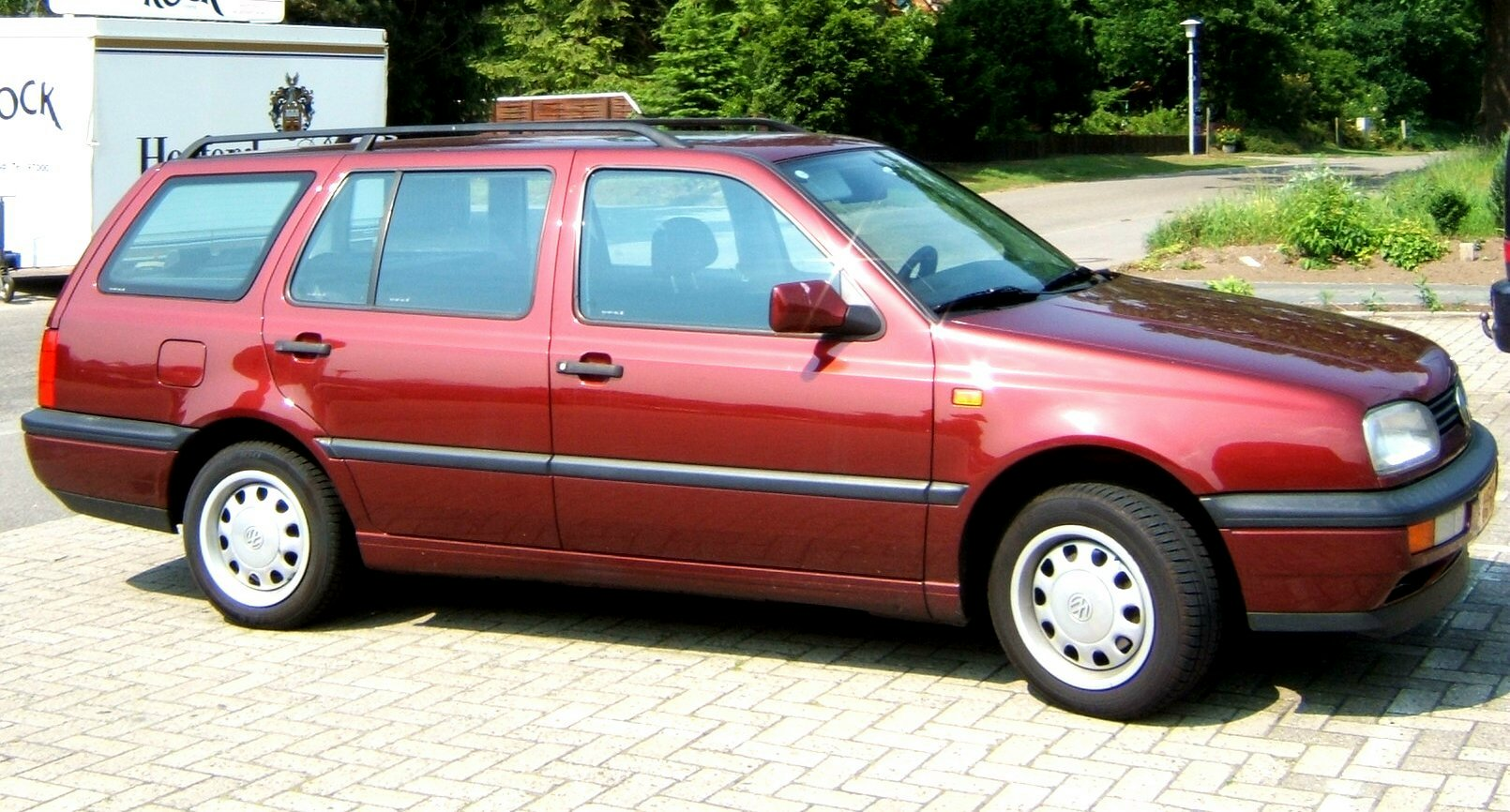
Golf III Variant 1993-1999

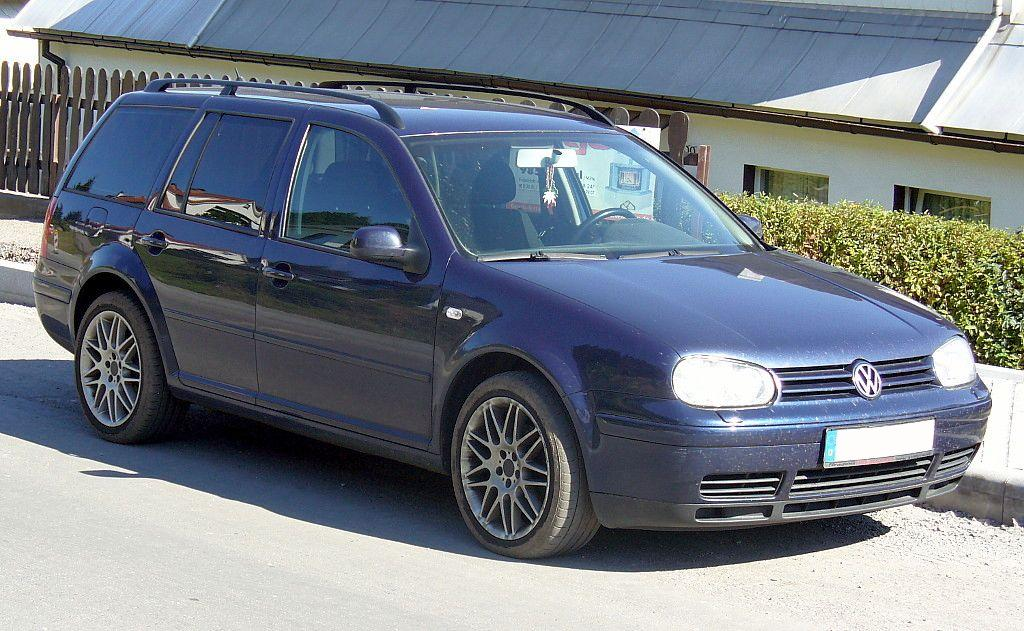
Golf IV Variant 1999-2006

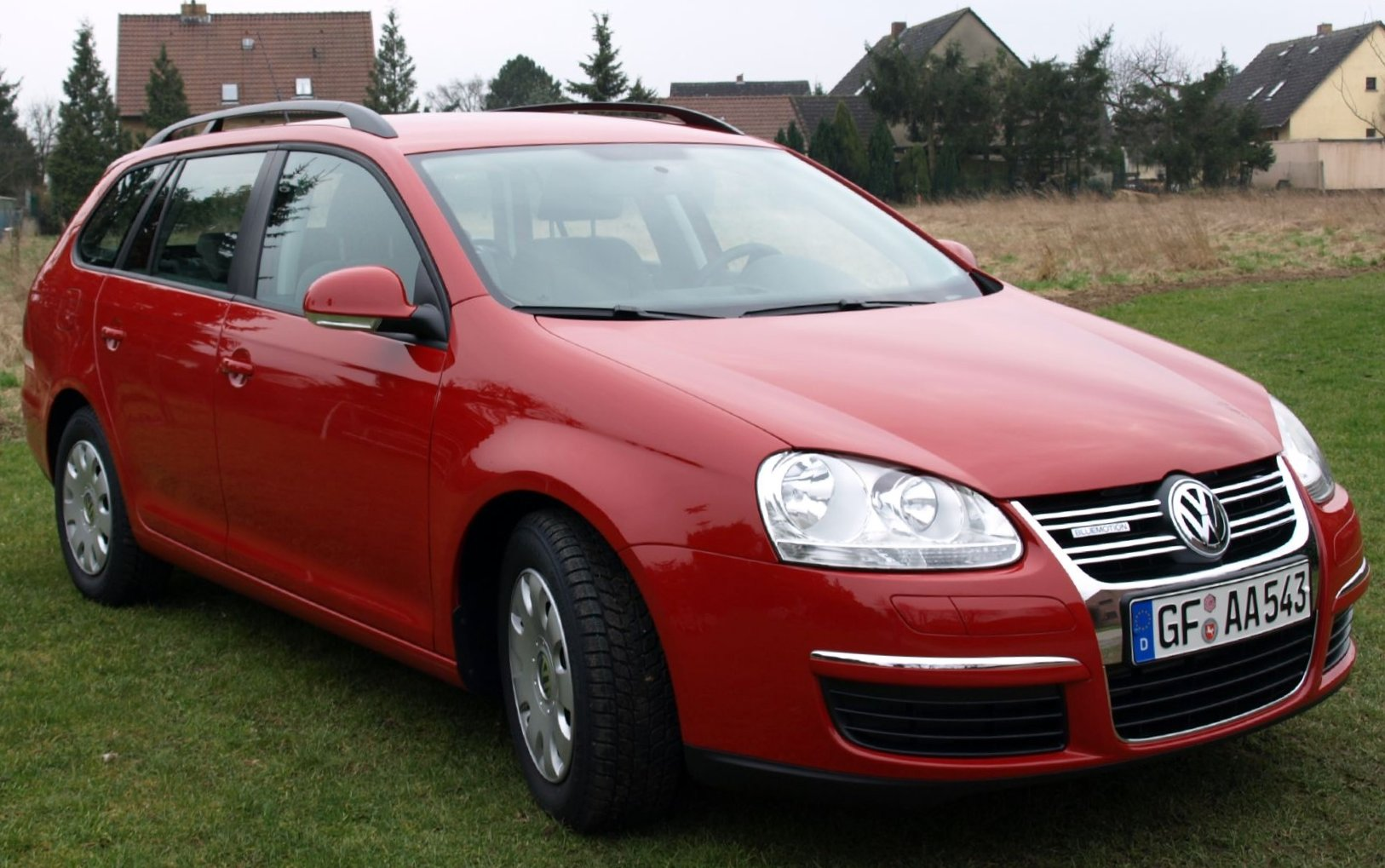
Golf V Variant 2007-2009

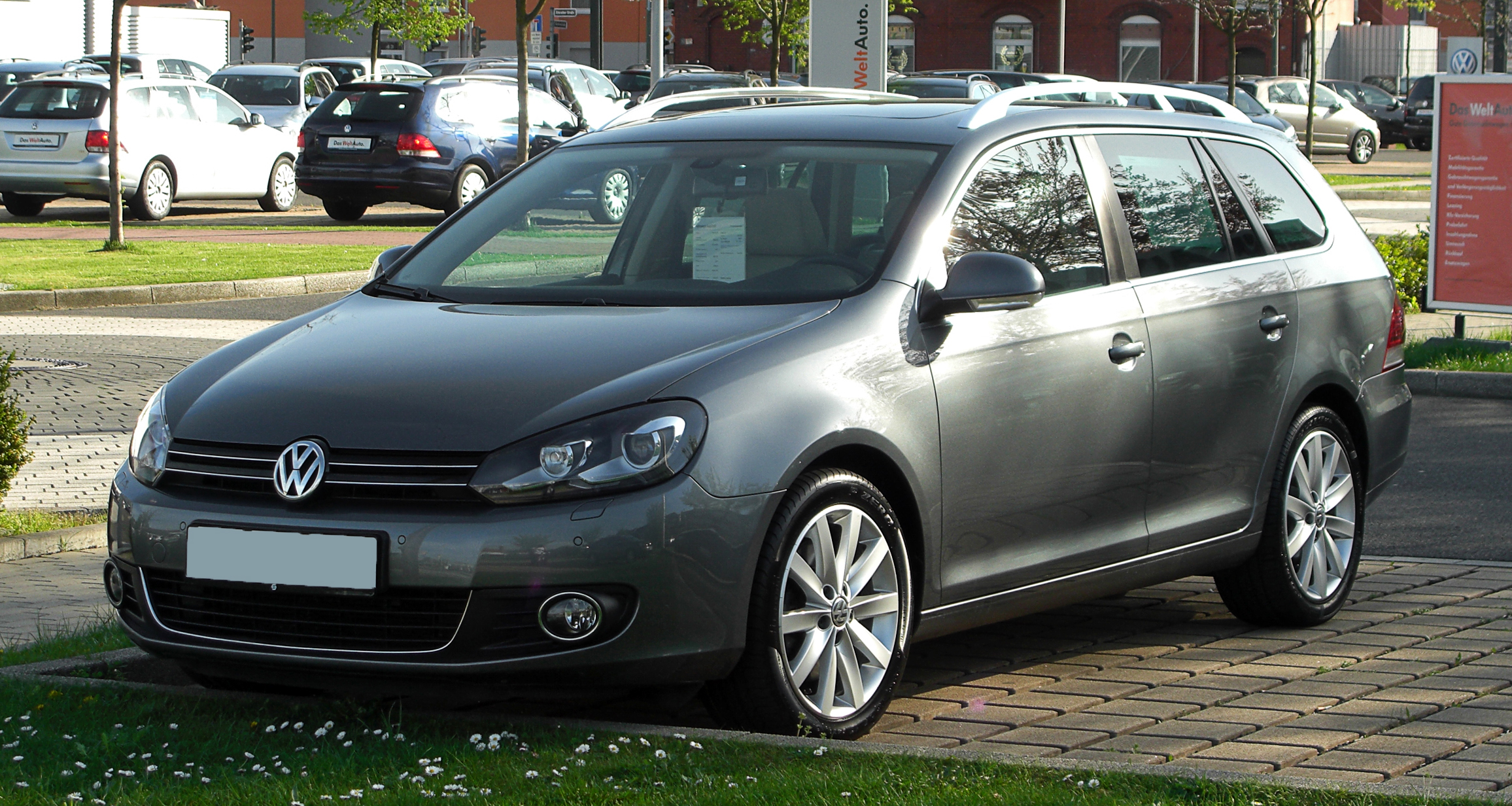
Golf VI Variant 2009-2013

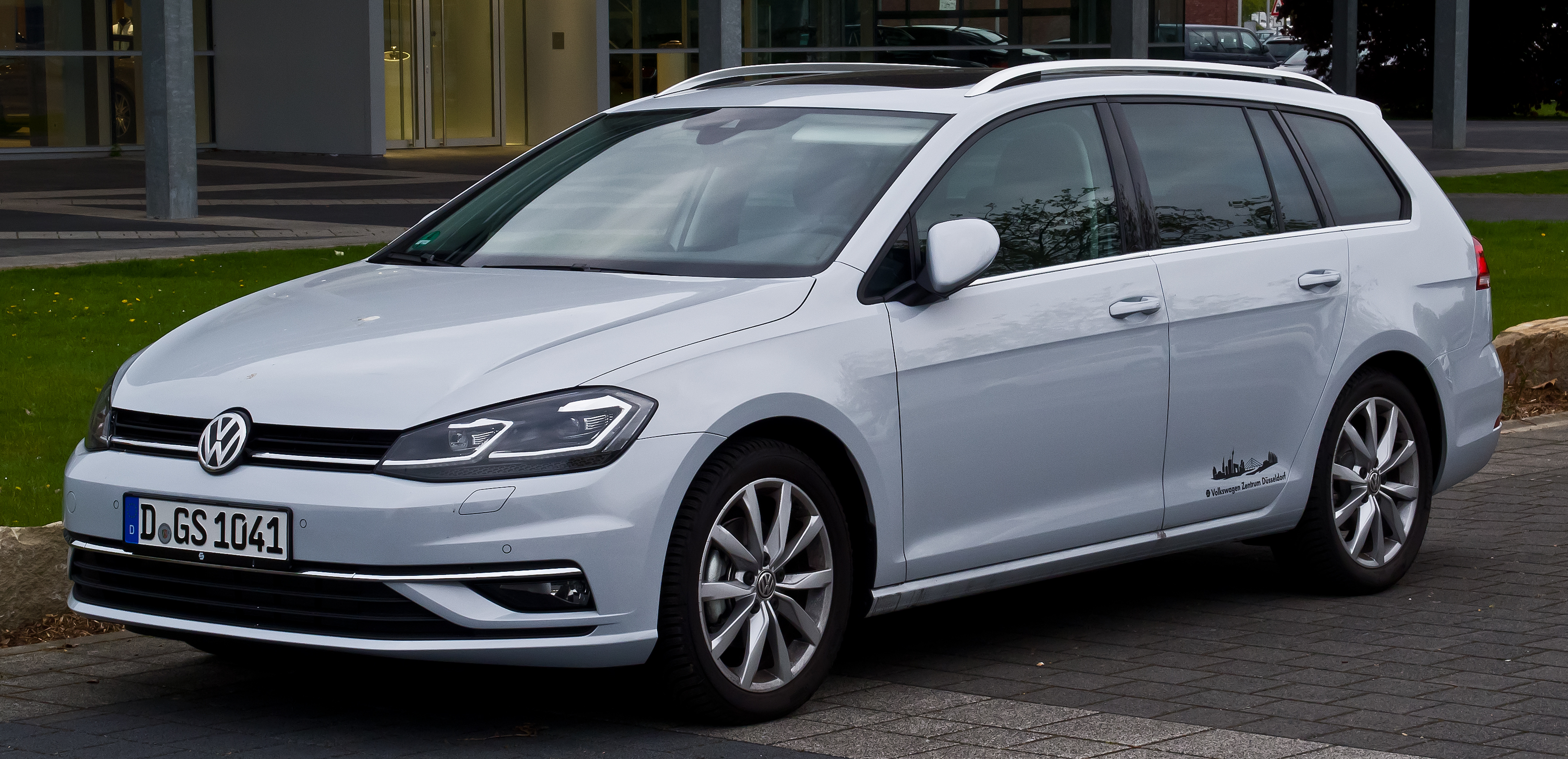
Golf VII Variant 2013-2020

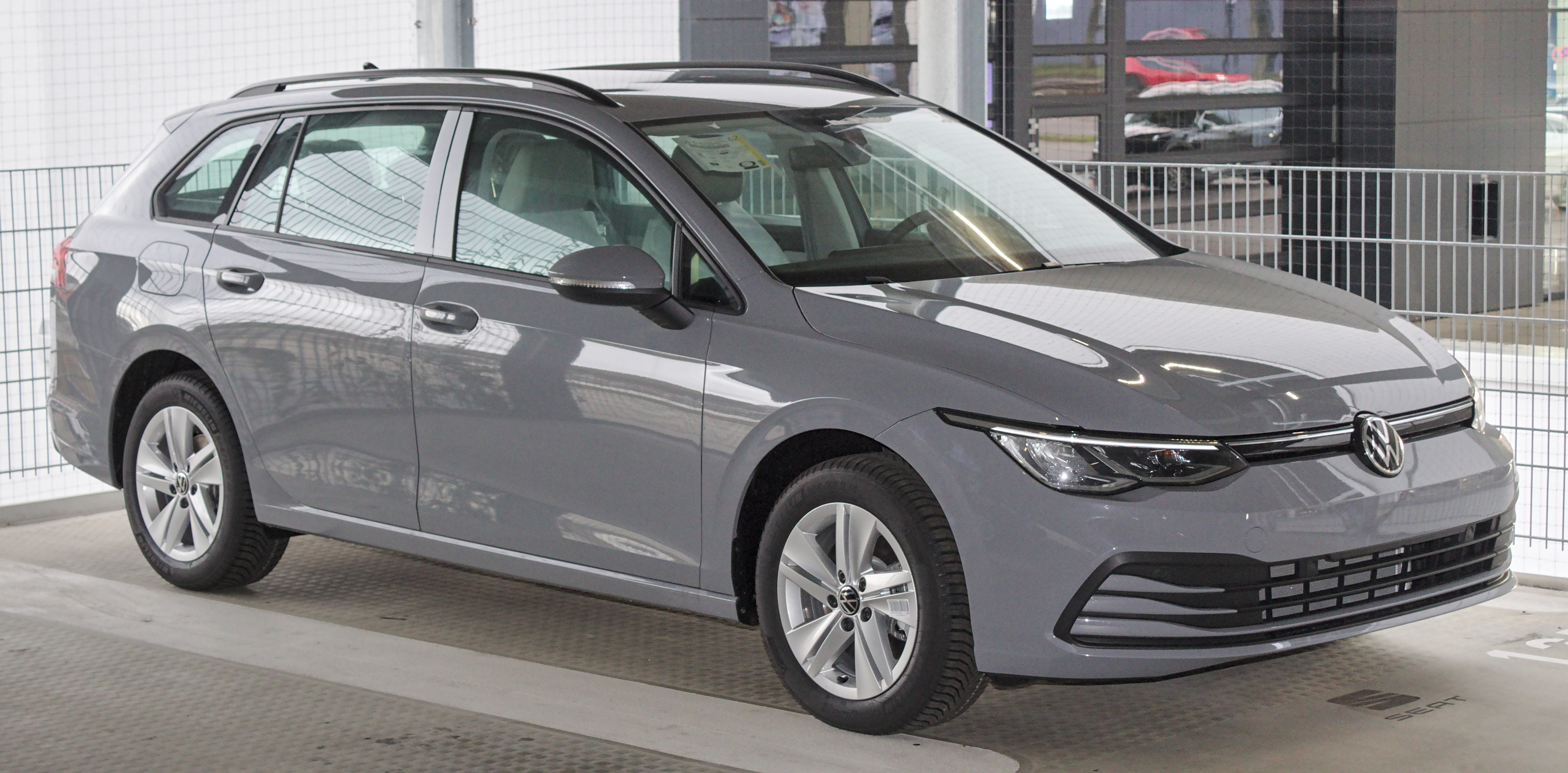
Golf VIII Variant 2020-

Volkswagen Golf Variant är en kombiversion av bilmodellen Volkswagen Golf. I Sverige heter den sedan 2013 Golf Sportscombi i och med att den sjunde generationens Golf lanserades.
Golf Variant lanserades 1993 som årsmodell 1994, baserad på tredje generationen av Golf.

## Motoralternativ

### Golf III Variant
| Modell  | Årsmodell | Motor                  | Cylindervolym | Effekt | Vridmoment  | Bränslesystem      |
| ------- | --------- | ---------------------- | ------------- | ------ | ----------- | ------------------ |
| 1.4     | 1994-1995 | 4-cyl radmotor SOHC 8V | 1391 cm³      | 60 hk  | 107 Nm      | Bränsleinsprutning |
| 1.4     | 1996-1999 | 4-cyl radmotor SOHC 8V | 1390 cm³      | 60 hk  | 116 Nm      | Bränsleinsprutning |
| 1.6     | 1995-1999 | 4-cyl radmotor SOHC 8V | 1595 cm³      | 100 hk | 135/140* Nm | Bränsleinsprutning |
| 1.8     | 1994-1999 | 4-cyl radmotor SOHC 8V | 1781 cm³      | 75 hk  | 140 Nm      | Bränsleinsprutning |
| 1.8     | 1994-1999 | 4-cyl radmotor SOHC 8V | 1781 cm³      | 90 hk  | 145 Nm      | Bränsleinsprutning |
| 2.0     | 1994-1999 | 4-cyl radmotor SOHC 8V | 1984 cm³      | 115 hk | 166 Nm      | Bränsleinsprutning |
| VR6     | 1995-1997 | VR6-motor SOHC 12V     | 2861 cm³      | 190 hk | 245 Nm      | Bränsleinsprutning |
| 1.9 D   | 1994-1999 | 4-cyl radmotor SOHC 8V | 1896 cm³      | 64 hk  | 124 Nm      | Diesel             |
| 1.9 SDI | 1996-1999 | 4-cyl radmotor SOHC 8V | 1896 cm³      | 64 hk  | 125 Nm      | Diesel             |
| 1.9 TD  | 1994-1997 | 4-cyl radmotor SOHC 8V | 1896 cm³      | 75 hk  | 150 Nm      | Turbodiesel        |
| 1.9 TDI | 1994-1999 | 4-cyl radmotor SOHC 8V | 1896 cm³      | 90 hk  | 202 Nm      | Turbodiesel        |
| 1.9 TDI | 1996-1999 | 4-cyl radmotor SOHC 8V | 1896 cm³      | 110 hk | 235 Nm      | Turbodiesel        |

- Från årsmodell 1996.

### Golf IV Variant
| Modell  | Årsmodell | Motor                   | Cylindervolym | Effekt | Vridmoment   | Bränslesystem             |
| ------- | --------- | ----------------------- | ------------- | ------ | ------------ | ------------------------- |
| 1.4     | 2000-2006 | 4-cyl radmotor DOHC 16V | 1390 cm³      | 75 hk  | 126 Nm       | Bränsleinsprutning        |
| 1.6     | 2000      | 4-cyl radmotor SOHC 8V  | 1595 cm³      | 100 hk | 145 Nm       | Bränsleinsprutning        |
| 1.6     | 2001-2006 | 4-cyl radmotor SOHC 8V  | 1595 cm³      | 102 hk | 148 Nm       | Bränsleinsprutning        |
| 1.6     | 2001-2006 | 4-cyl radmotor DOHC 16V | 1598 cm³      | 105 hk | 148 Nm       | Bränsleinsprutning        |
| 1.6 FSI | 2002-2006 | 4-cyl radmotor DOHC 16V | 1598 cm³      | 110 hk | 155 Nm       | Direktinsprutning         |
| 1.8 T   | 2001-2006 | 4-cyl radmotor DOHC 20V | 1781 cm³      | 150 hk | 210 Nm       | Bränsleinsprutning, turbo |
| 2.0     | 2000-2006 | 4-cyl radmotor SOHC 8V  | 1984 cm³      | 115 hk | 170/172*¹ Nm | Bränsleinsprutning        |
| 2.3 VR5 | 2000      | VR5-motor SOHC 10V      | 2324 cm³      | 150 hk | 205 Nm       | Bränsleinsprutning        |
| 2.3 V5  | 2001-2003 | VR5-motor DOHC 20V      | 2324 cm³      | 170 hk | 225 Nm       | Bränsleinsprutning        |
| 2.8 V6  | 2000-2003 | VR6-motor DOHC 24V      | 2792 cm³      | 204 hk | 270 Nm       | Bränsleinsprutning        |
| 1.9 SDI | 2000-2006 | 4-cyl radmotor SOHC 8V  | 1896 cm³      | 68 hk  | 133 Nm       | Diesel                    |
| 1.9 TDI | 2000-2002 | 4-cyl radmotor SOHC 8V  | 1896 cm³      | 90 hk  | 210 Nm       | Turbodiesel               |
| 1.9 TDI | 2001-2006 | 4-cyl radmotor SOHC 8V  | 1896 cm³      | 100 hk | 240 Nm       | Turbodiesel               |
| 1.9 TDI | 2000-2002 | 4-cyl radmotor SOHC 8V  | 1896 cm³      | 110 hk | 235 Nm       | Turbodiesel               |
| 1.9 TDI | 2000-2001 | 4-cyl radmotor SOHC 8V  | 1896 cm³      | 115 hk | 285*²/310 Nm | Turbodiesel               |
| 1.9 TDI | 2002-2006 | 4-cyl radmotor SOHC 8V  | 1896 cm³      | 130 hk | 310 Nm       | Turbodiesel               |

- ¹ Från årsmodell 2002.
- ² Med 5-växlad manuell växellåda.